# 王涛 (1931年)
王涛（1931年11月—2025年5月22日），男，祖籍河北乐亭，生于吉林怀德，中华人民共和国政治人物。

## 生平
1948年12月加入中国共产党并参加革命工作，苏联斯维尔德洛夫斯克矿业学院地质勘探系毕业，研究生学历，副博士学位，教授级高级工程师。1952年考入长春地质学院，1954年留学苏联莫斯科石油学院石油地质勘探专业。1959年转入研究生院。1963年获矿产学副博士学位，同年回国。1963年至1965年，历任石油工业部北京石油科学研究院勘探室、大庆油田开发研究院实习员，北京石油科学研究院勘探室主任、院副总地质师。1965年至1970年，任大港油田指挥部副指挥兼总地质师。1970年至1979年，任辽河石油勘探局党委副书记、副局长兼总地质师。
1979年至1983年，任南海石油勘探指挥部珠江口筹建处领导小组主要负责人兼临时党委书记。1983年至1985年，任中国海洋石油总公司南海东部石油公司总经理。1985年6月至1988年4月，任中华人民共和国石油工业部部长、党组书记。1988年至1989年，任中国石油化工总公司总经理、临时党委书记。1989年至1996年12月，任中国石油天然气总公司总经理、党组书记。1997年，当选俄罗斯自然科学院院士。
1998年3月，第九届全国人大第一次会议上，他当选全国人民代表大会常务委员会委员、全国人大环境与资源保护委员会副主任委员。他是中共第十二届（1985年9月中共全国代表会议增选）、十三届、十四届中央委员。
2025年5月22日，王涛因病在北京去世，享年93岁。